# Sturnus unicolor

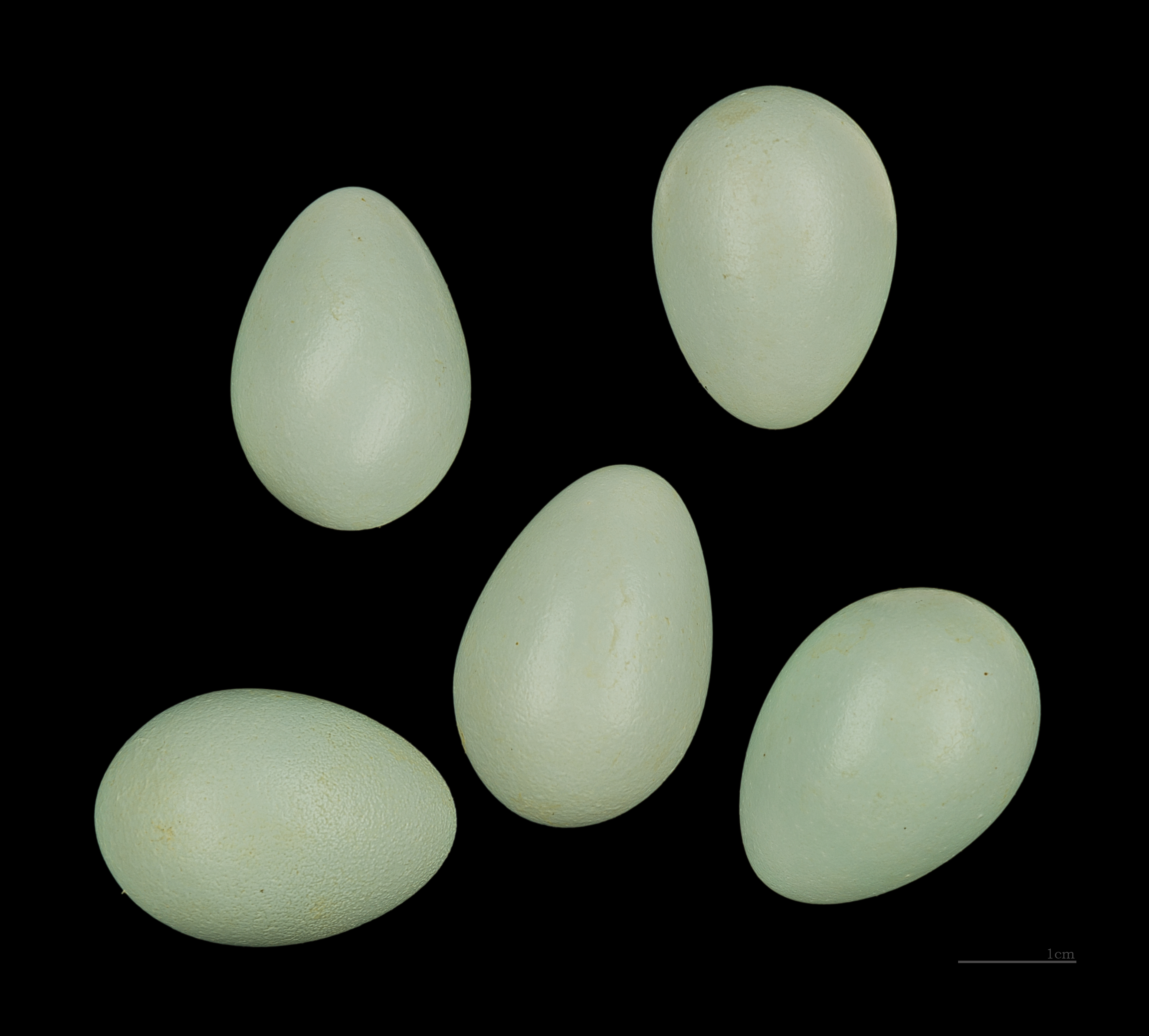
Trứng của Sturnus unicolor

Sturnus unicolor là một loài chim trong họ Sáo (Sturnidae). Loài này có liên quan chặt chẽ với loài sáo đá xanh thường gặp, nhưng có phạm vi hạn chế hơn nhiều, chỉ giới hạn ở bán đảo Iberia, tây bắc Phi, cực nam nước Pháp, và các đảo Sicily, Sardinia và Corsica. Loài này phần lớn là không di cư.